# Sinupret
Sinupret este numele de marcă al unui preparat combinat pe bază de plante pentru tratamentul simptomatic al inflamației sinusurilor paranazale, ale cărui beneficii sunt contestate din punct de vedere științific. Este produs de compania germană Bionorica SE din Neumarkt in der Oberpfalz și este disponibil în diferite forme de dozare, cum ar fi drajeuri, sucuri și picături.

## Ingrediente
Sinupret conține verbină, rădăcină de gențiană, floarea de soc, iarba de soricel și flori de bujor sub formă de pulbere sau ca extract ca ingrediente active din punct de vedere medicinal. Picăturile și sucul Sinupret conțin etanol. Comprimatele acoperite conțin excipienți obișnuiți pentru comprimate, cum ar fi amidon sau celuloză, lactoză și zaharoză. Culoarea verde a învelișului se datorează adaosului de pulbere de clorofilă (E141), sare de aluminiu de indigocarmină (E132) și riboflavină (E101).

## Dezvoltare, comercializare și aprobare
Sinupret a fost dezvoltat în 1933 de către fondatorul companiei, Josef Popp, la Nürnberg, Germania.
În 1997, a fost acordată o aprobare ulterioară (picături, lichitabs) sau o nouă aprobare (comprimate acoperite, suc) în conformitate cu Legea germană a medicamentelor pentru utilizarea în inflamația acută, necomplicată a sinusurilor paranazale. Deoarece există date clinice doar cu privire la eficacitatea în ceea ce privește secreția nazală și durerea facială, aprobarea este criticată de Arzneiverordnungs-Report: Astfel, lipsește o clasificare farmacologică a celor cinci substanțe active, care se presupune că au efecte antivirale, antiinflamatorii și secretolitice. Potrivit raportului, medicamentul a primit o aprobare ulterioară în 1997, fără ca datele prezentate să poată rezista unui control științific strict.
Sinupret este aprobat în destul de multe alte țări europene, cum ar fi Danemarca (2003), Austria (1984), Suedia (2001), Elveția, Republica Cehă (1997) și Ungaria (1997). În SUA, Sinupret nu este comercializat ca medicament, ci ca supliment alimentar ("Dietary Supplement").
În 1998, medicamentul a fost prescris de 3,8 milioane de ori în Germania. În 2009, vânzările în Germania s-au ridicat la 52 de milioane de euro, iar Sinupret a fost cel mai bine vândut preparat pe bază de plante și cel mai bine vândut remediu pentru răceală fără prescripție medicală în Germania.
În 2012, gama de produse a fost extinsă prin intermediul unei noi aprobări pentru a include extractul de Sinupret, care, spre deosebire de preparatele mai vechi, conține un nou extract vegetal concentrat. Tabletele dispersabile (liquitabs) au fost eliminate din gamă în 2013.